# Cure (SNS)
Cure（キュア）は株式会社キュアが運営するコスプレ専門のソーシャル・ネットワーキング・サービスである。2001年8月27日に個人サイトとしてオープン、2004年9月18日にライブドアに買収された。2012年1月1日にライブドアがNHN JAPANに吸収合併された際に、運営はNHN JAPANに移行した。
2012年には、Cureの国際版ともいえるWorldCosplayを開設した。CureのようなSNSの要素を減らしている。
NHN Japanは2013年3月1日付けでCure及びWorldCosplayの事業をピクシブ株式会社が新設する完全子会社のキュア株式会社に譲渡した。
2016年3月末をもってCureを終了し、以後の運営をCure WorldCosplayとして一本化することとなった。
キュア株式会社より2017年4月1日付けで、Cure WorldCosplayを株式会社キュアに譲渡し、以降は同社の運営となった。Cure WorldCosplayは2020年（令和2年）サイト名を「WorldCosplay」に変更している。

## 沿革

### 2001年（平成13年）
8月27日 - 「C'ure」サイトオープン
9月1日 - i-mode版の「C'ure」リリース
9月27日 - PHS端末、J-PHONE端末版の「C'ure」リリース

### 2004年（平成16年）
11月1日 - 株式会社ライブドアが「Cure」を買収。ポータルサイトlivedoorの1コンテンツサイトとなる。

### 2005年（平成17年）
2月9日 - 携帯版CureLiveリリース
8月1日 - CureIDとlivedoorIDの連結統合
12月15日 - コスプレ雑誌「COSCURE vol 1」（出版社：双葉社）発刊

### 2006年（平成18年）
2月16日 - あわせ掲示板機能をリリース
7月25日 - コスプレ雑誌「COSCURE vol 2」（出版社：双葉社）発刊

### 2008年（平成20年）
6月12日 - CureIDログインを復活

### 2009年（平成21年）
3月3日 - 有料サービス「Cureプレミアム」リリース
8月18日 - Cureがグッドデザイン賞の第1次審査を通過
12月15日 - Cureオフィシャル写真集「コスプレ☆Cure☆Girls & Boys Yearbook 2009」（グラフィック社）発刊

### 2010年（平成22年）
12月20日 - SNS機能「コス友」をリリース

### 2011年（平成23年）
8月9日 - スマートフォン版Cureをリリース
9月5日 - CureのiPhoneアプリをリリース
11月29日 - CureのAndroid版アプリをリリース
12月27日 - 「WorldCosplay」サービスのリリース

### 2013年（平成25年）
2月25日 - 「Cureプレミアム」サービス終了
3月1日 - NHN Japan株式会社からピクシブ株式会社100％出資子会社「キュア株式会社」へ事業譲渡
12月3日 - livedoorIDでのログイン終了
12月7日 - Kaikai Kikiとのコラボ企画「シックスハートプリンセス」コスプレパフォーマンスステージを公演

### 2014年（平成26年）
4月30日 - コスプレ動画スタジオ「Cure Studio」をオープン

### 2015年（平成27年）
3月31日 - フィーチャーフォン版Cureサービス終了

### 2016年（平成28年）
3月31日 - Cureサービス終了。姉妹サイトWorldCosplayに名称を引継ぎ「Cure WorldCosplay」としてリリース

### 2017年（平成29年）
4月1日 - ピクシブ株式会社100％出資子会社「キュア株式会社」から「株式会社キュア」へ事業譲渡。

## イベント

### Cure主催のイベント

#### Cure Cosplay Festival vol.1
2009年11月8日にベルサール汐留にて開催。ゲストは声優の近藤 隆。

#### Cure Cosplay Festival vol.2
2010年4月18日にパシフィコ横浜 展示ホールA・臨港パークにて開催。
その模様を収録したDVD「コスコレ ～Cure Cosplay Festival～」が2010年10月2日に発売された。
ゲストは声優の立花慎之介(バオバブース)

#### Cure Cosplay Festival vol.3
2011年4月24日に幕張メッセでの開催を予定していたが中止。その後、2011年6月12日にとしまえんにて開催。
映画「ザ・キング・オブ・ファイターズ」が協賛。ゲストは声優の杉田智和と小清水亜美。

### Cure主催のコスプレステージ

#### Cure Cosplay Collection
2009年11月8日のCure Cosplay Festival vol.1にて初公演。その後、3回のCure Cosplay Festivalでも公演される。
Cure Cosplay Festivalの他にも、皆で創ろう！ココフリ Halloween SP(2010年)、FINAL TERA DAY(2011年)、世界コスプレサミット(2011、2012、2013年)、アニメコンテンツエキスポ(2013年)、他のイベントにて開催された。
AnimateGirlsFestival（2012年）を切っ掛けに、アニメイト池袋本店でも定期的に開催されていた（2013年-2016年)。
海外でも、台湾、マレーシア、シンガポール、タイ、中国、チリ、コロンビアの国々で公演された。
Cure Cosplay Collectionの名義ではないが、Cureがプロデュース、またはコンサルティング、ディレクションとして、東京ゲームショウ(Cosplay collection Night)や超会議、池袋ハロウィンコスプレフェス、富山こすぷれフェスタでも定期的に公演されている。

## 関連書籍・DVD

### 書籍
- CURECOS vol.1(2005年）[8]
- CURECOS vol.2(2006年）[9]
- コスプレ☆Cure☆Girls & Boys Yearbook〈2009〉(2009年）[10]

### DVD
- 「コスコレ ～Cure Cosplay Festival～」(2010年）

## TV・メディア
コスコスプレプレ（フジテレビTWO）(2008年-）
2010年2月でレギュラー放送は休止しており、現在は不定期の特番として放送
番組MC：ケンドーコバヤシ
ご意見番：乾たつみ(Cure)
コス-1ぐらんぷり（ひかりTV）(2013年）
番組MC：ドランクドラゴン（塚地武雅、鈴木拓）、加藤夏希
解説：乾たつみ(Cure)、MIYA(Cure)、ジャッキー道齋